# Norbert Anton Stigler
Norbert Anton Stigler OCist (* 13. Mai 1942 in Baden bei Wien; † 30. Juli 2020 in  den Sextner Dolomiten) war ein österreichischer Ordenspriester des Zisterzienserstiftes Heiligenkreuz, Pfarrer und Hochschulprofessor.

## Leben
Er wuchs in Pfaffstätten auf. Am 22. Juni 1960 maturierte er am Gymnasium in Baden (Biondekgasse) und studierte zunächst 1960–1962 Technische Physik an der TU Wien. Am 14. August 1962 trat er dem Stift Heiligenkreuz bei und wurde am 2. Juni 1968 zum Priester geweiht. In Wiener Neustadt war er von 1968 bis 1973 Kaplan. Am 14. Dezember 1972 wurde er an der Universität Wien mit einer Dissertation über Wilhelm Anton Neumann promoviert. Am Gymnasium in Baden (Biondekgasse) lehrte er katholische Religion von 1973 bis 1982. Von 1974 bis 1981 war er Seelsorger der Studenten und Hochschüler in Baden. In Alland war von 1981 bis 1999 Pfarrer. Von 1999 bis zu seinem Tod war er Pfarrer in Sulz im Wienerwald. 
Seit 1982 war er im Leitungsteam von Marriage Encounter Österreich. Ab dem Sommersemester 1984 übernahm er die Professur für Pastoraltheologie an der Hochschule Heiligenkreuz, wo er von 1989 bis 1991 und von 1993 bis 1999 Dekan war.
Er war erfahrener Alpinist und seit 1969 staatlich geprüfter Lehrer für den alpinen Schilauf am Arlberg. Er starb an den Folgen eines 70 Meter tiefen Sturzes in den Sextner Dolomiten. Am 13. August 2020 wurde er am Mönchsfriedhof in Heiligenkreuz bestattet.

## Publikationen (Auswahl)
- Wilhelm Anton Neumann 1837–1919 (= Wiener Beiträge zur Theologie, Band 46). Wiener Dom-Verlag, Wien 1975, ISBN 3-85351-074-4 (zugleich Dissertation, Wien 1972).